# Periodischer Sicherheitsbericht
Periodischer Sicherheitsbericht (PSB) ist die Bezeichnung für umfängliche und wissenschaftlich fundierte Einschätzungen der nationalen Kriminalitätslage.
Der erste deutsche Periodische Sicherheitsbericht wurde 2001 gemeinsam vom Bundesministerium der Justiz und vom Bundesministerium des Innern herausgegeben. Der Zweite Periodische Sicherheitsbericht folgte 2006, der dritte erschien 2021. Die Berichte stellen nahezu das gesamte Spektrum der Kriminalität in deskriptiver und analytischer Sicht dar.
Mit der Erstellung der PSB beauftragten die Ministerien Vertreter von universitärer Kriminologie, Soziologie und Psychologie sowie Vertreter des Bundeskriminalamtes, des Statistischen Bundesamtes und der Kriminologischen Zentralstelle. Dazu gehörten: Roland Eckert, Wolfgang Heinz, Hans-Jürgen Kerner, Christian Pfeiffer, Karl F. Schumann und Peter Wetzels.

## Weblink
- Homepage Periodischer Sicherheitsbericht beim Bundeskriminalamt. Erster (2001), Zweiter (2006) und Dritter Periodischer Sicherheitsbericht (2021), (abgerufen am 27. Dezember 2024).